# Lộc Khuyến
Huyện tự trị dân tộc Di, Miêu Lộc Khuyến (tiếng Trung: 禄劝彝族苗族自治县), Hán Việt: Lộc Khuyến Di tộc Miêu tộc Tự trị huyện là một huyện tự trị thuộc Côn Minh, tỉnh Vân Nam, Cộng hòa Nhân dân Trung Hoa. Huyện này nằm ở đông bắc tỉnh Vân Nam. Diện tích huyện này là 4378 km2, dân số năm 2003 là 450.000 người. Chính quyền huyện đóng trấn Bình Sơn.

## Các đơn vị hành chính

### Trấn
- Bình Sơn (屏山镇)、
- Tản Doanh Bàn (撒营盘镇)
- Chuyển Long (转龙镇)

### Cáchương
- Mậu Sơn (茂山乡)
- Thúy Hoa (翠华乡)
- Đoàn Nhai (团街乡)
- Vân Long (云龙乡)
- Trung Bình (中屏乡)
- Hạo Tây (皎西乡)
- Thang Lang (汤郎乡)
- Mã Lộc Đường (马鹿塘乡)
- Đại Tùng Thụ (大松树乡)
- Cửu Long (九龙乡)
- Tắc Hắc (则黑乡)
- Ô Hào (乌蒙乡)
- Tuyết Sơn (雪山乡)

## Khí hậu
| Dữ liệu khí hậu của Lộc Khuyến, elevation 1.751 m (5.745 ft), (1991–2020 normals, extremes 1991–present) | Dữ liệu khí hậu của Lộc Khuyến, elevation 1.751 m (5.745 ft), (1991–2020 normals, extremes 1991–present) | Dữ liệu khí hậu của Lộc Khuyến, elevation 1.751 m (5.745 ft), (1991–2020 normals, extremes 1991–present) | Dữ liệu khí hậu của Lộc Khuyến, elevation 1.751 m (5.745 ft), (1991–2020 normals, extremes 1991–present) | Dữ liệu khí hậu của Lộc Khuyến, elevation 1.751 m (5.745 ft), (1991–2020 normals, extremes 1991–present) | Dữ liệu khí hậu của Lộc Khuyến, elevation 1.751 m (5.745 ft), (1991–2020 normals, extremes 1991–present) | Dữ liệu khí hậu của Lộc Khuyến, elevation 1.751 m (5.745 ft), (1991–2020 normals, extremes 1991–present) | Dữ liệu khí hậu của Lộc Khuyến, elevation 1.751 m (5.745 ft), (1991–2020 normals, extremes 1991–present) | Dữ liệu khí hậu của Lộc Khuyến, elevation 1.751 m (5.745 ft), (1991–2020 normals, extremes 1991–present) | Dữ liệu khí hậu của Lộc Khuyến, elevation 1.751 m (5.745 ft), (1991–2020 normals, extremes 1991–present) | Dữ liệu khí hậu của Lộc Khuyến, elevation 1.751 m (5.745 ft), (1991–2020 normals, extremes 1991–present) | Dữ liệu khí hậu của Lộc Khuyến, elevation 1.751 m (5.745 ft), (1991–2020 normals, extremes 1991–present) | Dữ liệu khí hậu của Lộc Khuyến, elevation 1.751 m (5.745 ft), (1991–2020 normals, extremes 1991–present) | Dữ liệu khí hậu của Lộc Khuyến, elevation 1.751 m (5.745 ft), (1991–2020 normals, extremes 1991–present) |
| Tháng | 1 | 2 | 3 | 4 | 5 | 6 | 7 | 8 | 9 | 10 | 11 | 12 | Năm |
| --- | --- | --- | --- | --- | --- | --- | --- | --- | --- | --- | --- | --- | --- |
| Cao kỉ lục °C (°F)                                                                                       | 25.3 (77.5)                                                                                              | 29.6 (85.3)                                                                                              | 30.4 (86.7)                                                                                              | 32.9 (91.2)                                                                                              | 34.6 (94.3)                                                                                              | 35.2 (95.4)                                                                                              | 32.7 (90.9)                                                                                              | 33.9 (93.0)                                                                                              | 31.9 (89.4)                                                                                              | 28.9 (84.0)                                                                                              | 25.5 (77.9)                                                                                              | 23.9 (75.0)                                                                                              | 35.2 (95.4)                                                                                              |
| Trung bình ngày tối đa °C (°F)                                                                           | 17.5 (63.5)                                                                                              | 20.3 (68.5)                                                                                              | 23.6 (74.5)                                                                                              | 26.4 (79.5)                                                                                              | 27.4 (81.3)                                                                                              | 27.3 (81.1)                                                                                              | 26.6 (79.9)                                                                                              | 26.9 (80.4)                                                                                              | 25.3 (77.5)                                                                                              | 22.8 (73.0)                                                                                              | 20.0 (68.0)                                                                                              | 17.1 (62.8)                                                                                              | 23.4 (74.2)                                                                                              |
| Trung bình ngày °C (°F)                                                                                  | 8.7 (47.7)                                                                                               | 11.4 (52.5)                                                                                              | 14.7 (58.5)                                                                                              | 18.0 (64.4)                                                                                              | 20.5 (68.9)                                                                                              | 21.6 (70.9)                                                                                              | 21.1 (70.0)                                                                                              | 20.7 (69.3)                                                                                              | 19.2 (66.6)                                                                                              | 16.6 (61.9)                                                                                              | 12.2 (54.0)                                                                                              | 8.9 (48.0)                                                                                               | 16.1 (61.1)                                                                                              |
| Tối thiểu trung bình ngày °C (°F)                                                                        | 2.1 (35.8)                                                                                               | 3.9 (39.0)                                                                                               | 7.0 (44.6)                                                                                               | 10.5 (50.9)                                                                                              | 14.7 (58.5)                                                                                              | 17.7 (63.9)                                                                                              | 17.9 (64.2)                                                                                              | 17.1 (62.8)                                                                                              | 15.8 (60.4)                                                                                              | 13.0 (55.4)                                                                                              | 7.1 (44.8)                                                                                               | 3.3 (37.9)                                                                                               | 10.8 (51.5)                                                                                              |
| Thấp kỉ lục °C (°F)                                                                                      | −4.9 (23.2)                                                                                              | −2.9 (26.8)                                                                                              | −0.9 (30.4)                                                                                              | 2.0 (35.6)                                                                                               | 5.9 (42.6)                                                                                               | 9.8 (49.6)                                                                                               | 11.6 (52.9)                                                                                              | 10.5 (50.9)                                                                                              | 5.6 (42.1)                                                                                               | 4.9 (40.8)                                                                                               | −2.2 (28.0)                                                                                              | −5.3 (22.5)                                                                                              | −5.3 (22.5)                                                                                              |
| Lượng Giáng thủy trung bình mm (inches)                                                                  | 21.4 (0.84)                                                                                              | 9.7 (0.38)                                                                                               | 14.5 (0.57)                                                                                              | 25.5 (1.00)                                                                                              | 81.1 (3.19)                                                                                              | 169.5 (6.67)                                                                                             | 219.1 (8.63)                                                                                             | 150.3 (5.92)                                                                                             | 119.3 (4.70)                                                                                             | 89.8 (3.54)                                                                                              | 29.6 (1.17)                                                                                              | 10.9 (0.43)                                                                                              | 940.7 (37.04)                                                                                            |
| Số ngày giáng thủy trung bình (≥ 0.1 mm)                                                                 | 4.1 | 3.3 | 4.7 | 6.6 | 10.5 | 15.8 | 20.6 | 18.1 | 14.5 | 12.3 | 5.2 | 3.3 | 119 |
| Số ngày tuyết rơi trung bình                                                                             | 0.6 | 0.3 | 0.2 | 0 | 0 | 0 | 0 | 0 | 0 | 0 | 0.1 | 0.2 | 1.4 |
| Độ ẩm tương đối trung bình (%)                                                                           | 69 | 59 | 54 | 56 | 63 | 75 | 82 | 82 | 82 | 81 | 78 | 75 | 71 |
| Số giờ nắng trung bình tháng                                                                             | 202.8 | 207.4 | 225.4 | 214.8 | 191.6 | 133.7 | 109.1 | 132.0 | 112.6 | 132.7 | 171.7 | 172.0 | 2.005,8                                                                                                  |
| Phần trăm nắng có thể                                                                                    | 61 | 65 | 60 | 56 | 46 | 33 | 26 | 33 | 31 | 37 | 53 | 53 | 46 |
| Nguồn: China Meteorological Administration                                                               | | | | | | | | | | | | | |